# Diego Benaglio
Diego Benaglio, född 8 september 1983, är en schweizisk före detta fotbollsmålvakt.

## Klubbkarriär
Benaglio startade sin karriär i Grasshopper-Club Zürich. 2002 flyttade han till den tyska klubben Vfb Stuttgart, där det dock endast blev spel i klubbens andralag. Sommaren 2005 flyttade Benaglio till portugisiska CD Nacional. Där fick han bland annat spela i Uefacupen. I januari 2008 köptes Benaglio tillbaka till Tyskland, denna gången till Vfl Wolfsburg. I Wolfsburg var han med och vann Bundesliga 2008/2009. 
Den 16 juni 2017 värvades Benaglio av Monaco, där han skrev på ett treårskontrakt. Benaglio debuterade i Ligue 1 den 16 september 2017 i en 3–0-vinst över Strasbourg. I augusti 2020 meddelade Benaglio att han avslutade sin fotbollskarriär.

## Landslagskarriär
Diego Benaglio har till tillhört Schweiz sedan 2006 då han var tredjemålvakt vid Tyskland 2006. Han har även spelat Österrike/Schweiz 2008 och Sydafrika 2010. Vid båda dessa mästerskap har han varit förstemålvakt i Schweiz.

## Meriter
Grasshopper
- Axpo Super League: 2000/2001

Wolfsburg
- Bundesliga: 2008/2009